# With a Song in My Heart
With a Song in My Heart és una pel·lícula dels Estats Units de Walter Lang estrenada el 1952.

## Argument[1]
Jane Froman (Susan Hayward), una aspirant a cantant, desembarca en una feina a la ràdio amb l'ajuda del pianista Don Ross (David Wayne), amb qui més tard es casa. La popularitat de Jane augmenta, i marxa de gira europea... però el seu avió s'estimba a Lisboa, i queda parcialment esguerrada. Incapaç de caminar sense crosses, Jane no obstant això, passa a entretenir les tropes aliades en la Segona Guerra Mundial.

## Repartiment
- Susan Hayward: Jane Froman
- Rory Calhoun: John Burn
- David Wayne: Don Ross
- Thelma Ritter: Clancy
- Robert Wagner: GI
- Helen Westcott: Jennifer March
- Una Merkel: Germana Marie
- Richard Allan: Un ballarí
- Max Showalter: Harry Guild
- Leif Erickson (no surt als crèdits): General

## Premis i nominacions

### Premis
- 1953: Oscar a la millor banda sonora per Alfred Newman
- 1953: Globus d'Or a la millor pel·lícula musical o còmica
- 1953: Globus d'Or a la millor actriu musical o còmica per Susan Hayward

### Nominacions
- 1953: Oscar a la millor actriu per Susan Hayward
- 1953: Oscar a la millor actriu secundària per Thelma Ritter
- 1953: Oscar al millor vestuari per Charles Le Maire
- 1953: Oscar a la millor edició de so per Thomas T. Moulton (20th Century-Fox Sound Department)